# Gabala
Gabala sau Qabala (în azeră Qəbələ) este cel mai vechi oraș din Azerbaidjan și capitala raionului Qabala. Municipiul este format din orașul Qabala și satul Küsnət. Vechiul nume al orașul a fost Kutkashen, nume schimbat după anul 1991, când Azerbaidjan a devenit stat independent.